# Liste der Stolpersteine in Sehnde
Die Liste der Stolpersteine in Sehnde enthält alle Stolpersteine, die im Rahmen des gleichnamigen Kunst-Projekts von Gunter Demnig in Sehnde verlegt wurden. Mit ihnen soll der Opfer des Nationalsozialismus gedacht werden, die in Sehnde lebten und wirkten. Bei bisher einer Verlegung im Dezember 2012 wurden insgesamt neun Stolpersteine verlegt. (Stand: Juni 2019)

## Liste der Stolpersteine
| Bild | Person, Inschrift | Adresse                                 | Verlegedatum | Anmerkung |
| ---- | --- | --------------------------------------- | ------------ | --- |
|      | Hier wohnte Else Osterwald geb. Friedheim Jg. 1881 deportiert 1942 Theresienstadt ermordet 6.3.1944                                  | Ortsteil Ilten, · Hindenburgstraße 29 · | 3. Dez. 2012 | Else Osterwald wurde am 19. Juni 1881 als Else Friedheim in Springe geboren. Ihr Mann Ludwig Osterwald war im Ersten Weltkrieg 1917 gefallen. Sie lebte in Uelzen und wegen Depressionen in einer Kuranstalt in Ilten. Ihr 1939 gestelltes Ersuchen, nach Sehnde zu Familie Rose ziehen zu dürfen, wurde abgelehnt. Ihr Sohn Walter versuchte 1940/1941 ihr zu helfen, scheiterte aber. Am 23. Juli 1942 wurde sie ab Hannover in das Ghetto Theresienstadt deportiert und starb dort am 6. März 1944.                                                        |
|      | Hier wohnte Klara Rose geb. Meinrath Jg. 1857 Opfer des Pogroms gequält/misshandelt überfallen/ausgeraubt tot an den Folgen 9.1.1939 | Mittelstraße 10 ·                       | 3. Dez. 2012 | Klara Rose wurde 10. Februar 1857 als Klara Meinrath in Neustadt am Rübenberge geboren und zog 1870 mit ihrem Mann Georg nach Sehnde. Sie war die Großmutter der in der Mittelstraße 10 lebenden Familie. Während der Novemberpogrome 1938 wurde sie mit Steinen beworfen, die Familie in der Folge enteignet. Sie starb am 9. Januar 1939 und wurde als letzte Jüdin auf dem Jüdischen Friedhof in Bolzum beigesetzt. Die Aufstellung eines Grabsteines war zu dieser Zeit jedoch nicht möglich.                                                             |
|      | Hier wohnte Siegfried Rose Jg. 1883 deportiert 1941 Riga ermordet März 1942                                                          | Mittelstraße 10 ·                       | 3. Dez. 2012 | Siegfried Rose wurde am 6. Oktober 1883 als Sohn von Klara Rose in Sehnde geboren. Am 6. Dezember 1941 wurde er ab Hamburg nach Riga-Jungfernhof deportiert, wo er im März 1942 ermordet wurde. |
|      | Hier wohnte Thea Rose geb. Maschkowski Jg. 1891 deportiert 1941 Riga ermordet März 1942                                              | Mittelstraße 10 ·                       | 3. Dez. 2012 | Thea Rose wurde am 8. Februar 1891 als Thea Maschkowski in Groß Starsin geboren. Am 6. Dezember 1941 wurde sie ab Hamburg nach Riga-Jungfernhof deportiert, wo sie im März 1942 ermordet wurde. |
|      | Hier wohnte Gerda Wasserman geb. Rose Jg. 1920 deportiert 1941 Riga Stutthof befreit/überlebt                                        | Mittelstraße 10 ·                       | 3. Dez. 2012 | Gerda Wasserman wurde 1920 als Gerda Rose in Sehnde geboren. Sie ging zur Grundschule in Sehnde und dann auf ein Gymnasium in Hannover, das sie 1935 jedoch von der Schule verwies. 1941 wurde sie nach Riga und dann in das KZ Stutthof deportiert. Sie überlebte den Holocaust und wurde befreit. 1945 kehrte sie nach Sehnde zurück, siedelte dann aber 1947 in die USA über. Dort heiratete sie Henry Wasserman. Seit dem Jahr 2007 besuchte die einzige Überlebende der Juden aus Sehnde ihren Heimatort, im Jahr 2014 auch die verlegten Stolpersteine. |
|      | Hier wohnte Hans-Georg Rose Jg. 1927 deportiert 1941 Riga ermordet März 1942                                                         | Mittelstraße 10 ·                       | 3. Dez. 2012 | Hans Georg Rose wurde am 24. April 1927 als Sohn von Siegfried und Thea Rose in Sehnde geboren. Gerda war seine Schwester. Er wohnte in Sehnde und besuchte später die Israelitische Gartenbauschule in Ahlem, da er von der Grundschule in Sehnde verwiesen wurde. Am 6. Dezember 1941 wurde er ab Hamburg nach Riga-Jungfernhof deportiert und im März 1942 ermordet. |
|      | Hier wohnte Paula Königheim geb. Schragenheim Jg. 1869 deportiert 1942 Treblinka ermordet 21.9.1942                                  | Nordstraße 7/8 ·                        | 3. Dez. 2012 | Paula Königheim wurde am 26. Mai 1869 als Paula Schragenheim in Sehnde geboren. Sie war die Schwester von Salli Schragenheim, ihr Mann Julius starb bereits 1932. Die Familie betrieb bis 1938 in Sehnde ein Textilhaus, das nach den Novemberpogromen 1938 „arisiert“ wurde. Am 19. Juli 1942 wurde sie ab Hamburg in das Ghetto Theresienstadt und am 21. September 1942 in das Vernichtungslager Treblinka deportiert. |
|      | Hier wohnte Salli Schragenheim Jg. 1875 deportiert 1942 Treblinka ermordet 26.9.1942                                                 | Nordstraße 7/8 ·                        | 3. Dez. 2012 | Salli Schragenheim wurde am 29. Januar 1875 in Sehnde geboren. Er war der ledige Bruder von Paula Königheim. Am 19. Juli 1942 wurde er ab Hamburg in das Ghetto Theresienstadt und am 26. September 1942 in das Vernichtungslager Treblinka deportiert. |
|      | Hier wohnte Hans-Leo Brumsack Jg. 1915 ’Schutzhaft’ 1938 deportiert 1941 ermordet in Minsk                                           | Nordstraße 7/8 ·                        | 3. Dez. 2012 | Hans Leo Brumsack wurde am 10. Januar 1915 als Sohn von Siegmund und Elise Brumsack in Beverstedt geboren. Er war der Neffe von Paula Königheim und Salli Schragenheim, sollte später das Textilhaus übernehmen. In den Novemberpogromen 1938 wurde er verhaftet und war bis zum 9. Januar 1939 im KZ Sachsenhausen inhaftiert. Am 18. November 1941 wurde er ab Bremen in das Ghetto Minsk deportiert. Für Hans Leo Brumsack wurde auch in Beverstedt ein Stolperstein verlegt.                                                                              |

## Verlegungen
- 3. Dezember 2012: neun Stolpersteine an drei Adressen[13][14]